# Medrysone
Medrysone (INN, USAN) (tên thương hiệu HMS, Medrocort, cùng các tên khác; tên mã phát triển cũ NSC-63.278), còn được gọi là hydroxymethylprogesterone, methylhydroxyprogesterone, hoặc hydroxymesterone, cũng như 6α-methyl-11β-hydroxyprogesterone hoặc 6α-methyl-11β -hydroxypregn-4-ene-3,20-dione, là một glucocorticoid tổng hợp được hoặc đã được sử dụng trong điều trị các bệnh viêm mắt. Nó đã bị ngừng ở Hoa Kỳ. Mặc dù nó là rất giống nhau trong cấu trúc để progesterone, không phải với progestogen cũng không androgenic hoạt động đã được chứng minh cho hay do medrysone.